# Bloudění
Bloudění je historický román Jaroslava Durycha, který vyšel v roce 1929 s podtitulem Větší valdštejnská trilogie. Děj se odehrává od popravy českých pánů na Staroměstském náměstí. Hlavními postavami jsou: Jiří, proticísařský rebel, zprvu oddaný páže "zimní královny" Alžběty, později ve službách Albrechta z Valdštejna; Jiří ztělesňuje český národ; zamiluje se do Andělky, která je Španělka či přesněji Katalánka a ztělesňuje katolickou víru a zbožnost. Jiří, smrtelně zraněn v Chebu při obraně Albrechta proti vyslaným vrahům, je před smrtí sezdán s Andělkou a zplodí s ní dítě, symbol naděje nového pokolení.
Jde o rytmickou prózu; mnoho popisů drastických scén z války i dialogů používá (často ironicky) soudobého stylu. Hlavní metafora, "bloudění", se týká hlavně politických, ideových, mravních a duchovních zmatků doby; uprostřed nich hlavní postavy bloudí z místa na místo a znovu a znovu se setkávají.
Román byl ještě před druhou světovou válkou přeložen do angličtiny (s titulem "The Descent of the Idol"), němčiny (Pavlem Eisnerem, s titulem "Friedland"), dánštiny ("Kaos") a slovinštiny ("Blodnje"); později též do polštiny a maďarštiny. V roce 1930 byl poctěn Československou státní cenou.
Volným pokračováním je sbírka tří povídek z roku 1930 Rekviem